# Stupify
Stupify è il primo singolo estratto da The Sickness, album d'esordio del gruppo musicale alternative metal statunitense Disturbed.
La canzone è presente nella OST della versione americana del film Dragon Ball Z - La sfida dei guerrieri invincibili, nella scena in cui Goku si trasforma in falso Super Saiyan.

## Video musicale
Del singolo è anche stato tratto un video, che mostra il gruppo suonare in una specie di cella, a cui si alternano scene di un bambino che sembra "posseduto", poiché durante l'esecuzione del brano lo si può notare mentre distrugge alcuni oggetti e fluttua in aria in modo misterioso.

## Tracce
Versione 1
Testi e musiche di David Draiman, Dan Donegan, Mike Wengren e Steve Kmak.
1. Stupify
2. Stupify – live
3. The Game – live
4. Stupify – clean

Durata totale: 0:00
Versione 2
Testi e musiche di David Draiman, Dan Donegan, Mike Wengren e Steve Kmak.
1. Stupify
2. The Game – live clean
3. Voices – live clean
4. Down with the Sickness

Durata totale: 0:00

## Posizioni in classifica
| Anno | Classifica             | Posizione |
| ---- | ---------------------- | --------- |
| 2000 | Mainstream Rock Tracks | 12        |
| 2000 | Modern Rock Tracks     | 10        |

## Formazione
- David Draiman - voce, voce secondaria
- Dan Donegan - chitarra, elettronica, voce secondaria
- Steve "Fuzz" Kmak - basso
- Mike Wengren - batteria, percussioni, programmazione